# Флекк, Конрад
Конрад Флекк (нем. Konrad Fleck) — немецкий поэт XIII века.

Фронтиспис книги К. Флекка «Flore et Blanchefleur», 1846

О жизни его известно мало. По происхождению рыцарь, родом, вероятно, из Тироля, Эльзаса или окрестностей Базеля.
Хронист и поэт Рудольф Эмсский упоминает его в своём стихотворении 1235 года «Виллехальм фон Орленс», как уже умершего поэта.
Писал Конрад Флекк на алеманнском диалекте. Автор немецкой переработки созданного около 1170 года французского средневекового идиллического романа «Флуар и Бланшефлор» («Flore et Blanchefleur», издана Эмилом Соммером в Кведлинбурге, 1846). Согласно хронисту, поэма «Flore und Blanscheflur» была написана Флекком около 1220 года, и содержала 8 006 строф. Работа состояла из четырёх рукописей. Рудольф Эмсский также называет Конрада Флека автором переделки романа Кретьена де Труа «Клижес» («Cligès») из цикла рыцарских романов о короле Артуре, также утраченной.